# Seekirchen am Wallersee
Seekirchen am Wallersee is een gemeente in de Oostenrijkse deelstaat Salzburger Land, en maakt deel uit van het district Salzburg-Umgebung.
Seekirchen am Wallersee telt 9513 inwoners.
Anif · Anthering · Bergheim · Berndorf bei Salzburg · Bürmoos · Dorfbeuern · Ebenau · Elixhausen · Elsbethen · Eugendorf · Faistenau · Fuschl am See · Großgmain · Göming · Grödig · Hallwang · Henndorf am Wallersee · Hintersee · Hof · Koppl · Köstendorf · Lamprechtshausen · Mattsee · Neumarkt am Wallersee · Nußdorf am Haunsberg · Oberndorf bei Salzburg · Obertrum · Plainfeld · Schleedorf · Seeham · Seekirchen am Wallersee · St. Georgen bei Salzburg · St. Gilgen · Straßwalchen · Strobl · Thalgau · Wals-Siezenheim
- Gemeinsame Normdatei: 4118552-3
- Library of Congress Control Number: n99021137
- MusicBrainz: 44314fd4-b1b2-4a53-9f6e-66dedff45167
- Nationale Bibliotheek van Israël: 987007491876305171
- Virtual International Authority File: 150280313
- WorldCat: E39PBJbWC9fqBmDXMyR4xYbWXd